# Bergenia pacumbis
Bergenia pacumbis là một loài thực vật có hoa trong họ Saxifragaceae. Loài này được (Buch.-Ham. ex D.Don) C.Y.Wu & J.T.Pan miêu tả khoa học đầu tiên năm 1988.